# Walter Casagrande
Walter Casagrande Júnior (São Paulo, 15 de abril de 1963) é um comentarista esportivo, jornalista e ex-futebolista brasileiro que atuava como centroavante.
Trabalhou como comentarista de futebol na TV Globo entre 1998 e 2022. Atualmente possui uma coluna no portal UOL.

## Carreira futebolística

### Corinthians e Caldense
Revelado no Corinthians, Casagrande iniciou sua carreira em 1980. Porém, logo após ter se profissionalizado, o jogador, aos 18 anos, teve um desentendimento com Oswaldo Brandão, então treinador do time. Por esse motivo, Casagrande foi cedido por empréstimo à Caldense, de Poços de Caldas. Ditão, ex-zagueiro do Corinthians na década de 1960, era um grande amigo da família de Casagrande.
Em 1981, pela Caldense, disputou o Torneio Esperança e o Campeonato Mineiro daquele ano e foi o artilheiro da equipe na temporada. Foi vice artilheiro do Campeonato Mineiro e marcou quatro gols no Atlético Mineiro, sendo dois em Poços de Caldas e dois no Mineirão. Ao final daquele Campeonato Mineiro, a Caldense acabou em sexto.
Retornou ao Corinthians em 1982, quando fez parte da Democracia Corintiana, movimento que dizia respeito tanto ao esporte quanto à política. Os jogadores se revoltaram e começaram a fazer uma rebelião no estádio. Durante esta época, Casagrande viveu a melhor fase de sua carreira, jogando ao lado de craques como, Zenon, Biro-Biro e Sócrates.

### São Paulo
Foi emprestado ao São Paulo no ano de 1984, após desagradar o treinador Jorge Vieira por causa de sua boêmia. Pelo tricolor, Casão — apelido pelo qual ficou conhecido — teve de jogar improvisado na meia-direita, uma vez que o centroavante titular era Careca. Apesar da sua passagem pelo Morumbi ter sido boa, com 23 partidas e 11 gols marcados, um ano mais tarde o jogador já estava de volta ao Corinthians.
Casagrande foi convocado por Telê Santana para integrar a Seleção Brasileira que se preparava para a disputa da Copa do Mundo de 1986. Mesmo com seu histórico de problemas disciplinares no Corinthians, o rigoroso técnico da Seleção, que já havia vetado Renato Gaúcho, confirmou o nome de Casão na delegação que viajou ao México. No entanto, o jogador teve de se contentar em ficar na reserva de Careca e Müller.

### Porto
Com toda a projeção internacional obtida na Copa do Mundo, Casagrande transferiu-se para o futebol europeu, onde foi jogar pelo Porto. Seu passe foi comprado por 1 milhão de dólares, sendo a maior contratação do futebol português até aquele momento. O atacante estreou no dia 11 de janeiro de 1987, num empate em 2–2 com o Vitória de Guimarães no Estádio das Antas, onde marcou um gol.
Casagrande participou da inédita conquista portista na Copa dos Campeões da UEFA de 1986–87 — até então, entre os clubes portugueses, apenas o Benfica havia vencido o mais importante torneio interclubes europeu. No entanto, como havia fraturado a fíbula e rompido os ligamentos do pé esquerdo num jogo contra o Brøndby, da Dinamarca, acabou não saindo do banco de reservas na final contra o Bayern de Munique de Lothar Matthäus e Andreas Brehme.
O jogador disputou apenas nove jogos nos seis meses em que esteve em Portugal, marcando dois gols.

### Ascoli e Torino
Na Italia, jogou pelo Ascoli e pelo Torino, onde Casagrande alcançou grande sucesso. Não há registros de que o centroavante tenha se exilado por conta da Democracia Corinthiana; suas transferências foram motivadas por oportunidades profissionais na carreira de jogador de futebol.
No Torino se entrosou bem com o belga Enzo Scifo e o atacante italiano Gianluigi Lentini, onde foi campeão da Copa da Itália de 1992–93 e vice campeão da Copa da UEFA de 1991–92, grandes marcas para o time de Turim. Em 1992, marcou os dois gols da primeira partida da final da Copa da UEFA, contra o Ajax. Também no mesmo ano, no derby da cidade de Turim contra a Juventus, Casagrande fez os dois gols da vitória histórica do Torino, a qual o atacante considera uma de suas melhores partidas.

### Flamengo
Após seis anos fora do país, Casagrande retornou ao Brasil em 1993, vestindo a camisa do Flamengo, onde voltou a reviver a dupla de ataque com Renato Gaúcho, como nas Eliminatórias da Copa do Mundo de 1986.
Nessa passagem pelo clube carioca, ficou famoso um fato ocorrido durante um jogo contra o Corinthians, no Estádio do Pacaembu, em São Paulo. Em vez de hostilizá-lo, a torcida corinthiana ovacionou seu ex-jogador e, em coro, cantou: "Doutor, eu não me engano, o Casagrande é corinthiano" e "Volta, Casão, teu lugar é no Timão". Emocionado, o jogador atendeu o pedido da torcida e, no ano seguinte, vestiu novamente a camisa do Corinthians.
Atuou em 35 partidas e marcou sete gols, na sua maioria em clássicos.

### Retorno ao Corinthians
Na quarta passagem pelo clube do Parque São Jorge, em 1994, alcançou a marca de 256 jogos com a camisa corintiana e 103 gols anotados.

### Últimos anos
Passou ainda pelo Paulista de Jundiaí, em 1995, antes de encerrar a carreira no modesto São Francisco, da Bahia, em 1996.

## Pós-aposentadoria

### Comentarista esportivo
Encerrada a carreira de jogador, Casagrande tornou-se comentarista, passando primeiramente pela ESPN, até se firmar como um dos principais comentaristas da TV Globo.
Retornou à televisão participando do programa Arena SporTV, no dia 20 de abril de 2009, quase dois anos após o incidente. Voltou às transmissões na TV Globo em 22 de junho, no Globo Esporte. Seu retorno as transmissões de partidas de futebol aconteceu no dia 29 de julho.
Em 29 de maio de 2015, sofreu um infarto e ficou internado na UTI do Hospital Total Cor na região da Avenida Paulista por cinco dias. Casagrande fez uma angioplastia, intervenção cirúrgica para desobstrução de artérias e um cateterismo. O hospital não informou se ele teve de colocar stent, equipamento que facilita o fluxo de sangue dentro das artérias.
Desde 2017 apresenta, com o locutor e músico Zé Luiz, o músico Branco Mello e o escritor Marcelo Rubens Paiva, o programa de rádio Rock Bola, da rádio 89 FM A Rádio Rock, que mistura música, futebol e humor. Quando sua agenda com a Globo o impedia de participar, seu filho Leo assumia seu lugar.
Em 6 de julho de 2022, anunciou sua saída da Globo após 24 anos, antes mesmo do fim do seu vínculo, previsto pra dezembro. Já no dia 18 de julho, foi anunciado como contratado do portal UOL, onde assina uma coluna e participa de programas e podcasts.

### Livros
Também lançou três livros com parceria do jornalista Gilvan Ribeiro: Casagrande e Seus Demônios (2013), Sócrates e Casagrande - Uma História de Amor (2016) e Travesia (2020).
O primeiro começou a ser desenvolvido em 2000 em parceria com o músico Marcelo Fromer, que morreu no ano seguinte. Várias fitas com gravações acabaram perdidas e o projeto só seria retomado em 2008. O livro conta sua trajetória profissional e pessoal, com destaque para sua dependência química.
Já a segunda obra trata da sua relação com o falecido amigo e ídolo corintiano Sócrates, quem chamava de Magrão.
Seu terceiro livro aborda os caminhos que percorreu até se livrar das drogas, a ressocialização depois de anos no vício, as histórias de amor, os dramas e surtos psicóticos.

### Controvérsia
Em março de 2024, o Tribunal de Justiça do Estado de São Paulo determinou que a TV Globo e Casagrande pagassem R$ 20 mil de indenização à também comentarista Ana Paula Henkel. O caso começou em fevereiro de 2021, quando o ex-jogador fez críticas em razão do que Ana Paula falava no programa Os Pingos nos Is, exibido pela Jovem Pan. Na época, Casagrande definiu a ex-jogadora de vôlei como "defensora dos violentos, dos antidemocráticos, das armas e de tudo o que é ruim na nossa sociedade". Ana Paula Henkel comentou: "Tentativa de assassinato de reputação não é liberdade de expressão ou discordância política. É crime contra a honra e a justiça foi feita".

## Vida pessoal

### Relacionamentos
Em 1985, casou-se com a jogadora de vôlei Mônica Feliciano, com quem ficou por 21 anos.
No ano de 2017, namorou por sete meses a cantora Baby do Brasil.

### Filhos
Seu filho mais velho, Victor Hugo Feliciano, nasceu em março de 1986 e trabalha como radialista e youtuber. O filho do meio, Ugo Leonardo, nasceu em outubro de 1989 e tentou a carreira no futebol, atuando como atacante e passando por equipes como Luverdense, Juventude, Palmeiras e Corinthians.
Casagrande também é pai de Symon Feliciano, futebolista que atua como goleiro e nasceu em 1993.

### Dependência química e internação
Na noite do dia 22 de setembro de 2007, o ex-jogador sofreu um grave acidente de carro e ficou internado no Hospital Albert Einstein. Após o acidente, Casagrande chegou a ficar em coma por 24 horas, mas recuperou-se rapidamente, recebeu alta e, alguns dias depois, foi internado em uma clínica para dependentes de drogas, por conta da sua dependência em heroína e cocaína. Segundo informações da revista Placar, Casagrande só poderia deixar o local quando recebesse alta dos médicos, e não por vontade própria. O ex-atacante ficou isolado, tendo apenas contato com os médicos e podendo conversar com a família nos dias de visita.
Em abril de 2013, durante uma entrevista no Programa do Jô, Casagrande confessou ter consumido todos os tipos de drogas, assumindo uma vida desregrada quando era futebolista profissional.
Já em janeiro de 2014, o então presidente do Porto, Jorge Nuno Pinto da Costa, ao lançar o seu livro 31 Anos de Presidência, 31 Decisões, contou sobre o uso de cocaína por Casagrande e o que fez para ajudar o atleta.
| “ | Havia que o deixar partir para mudar de hábitos, por isso não tentamos mantê-lo entre nós e vimos com satisfação a sua transferência para um pequeno clube, o Ascoli. Totalmente livre da tentação em que caíra, rumou ao Torino, onde teve uma carreira brilhante. | ” |

## Títulos
Corinthians
- Campeonato Paulista: 1982 e 1983

Porto
- Liga dos Campeões da UEFA: 1986–87

Torino
- Mitropa Cup: 1991 e 1999
- Copa da Itália: 1992–93

### Artilharias
Corinthians
- Copa São Paulo de Futebol Júnior: 1981 (5 gols)
- Campeonato Paulista: 1982 (28 gols)

Ascoli
- Serie B: 1990–91 (22 gols)